# Естеяха
Естеяха (устар. Есте-Яха) — река в России, протекает по Ямало-Ненецкому АО. Устье реки находится в 25 км по правому берегу реки Едъяха. Длина реки составляет 54 км.
Система водного объекта: Едъяха → Надым → Карское море.

## Данные водного реестра
По данным государственного водного реестра России относится к Нижнеобскому бассейновому округу, водохозяйственный участок реки — Надым. Речной бассейн реки — Надым.
Код объекта в государственном водном реестре — 15030000112115300047996.